# Niels Egede (Kaufmann)
Niels Rasch Egede (* 1710 in Kirkevåg; † 31. August 1782 in Kopenhagen) war ein norwegischer Kaufmann.

## Leben

### Jugend in Nuuk
Niels Egede war der jüngste Sohn von Hans Egede (1686–1758) und seiner Frau Gertrud Rask (1673–1735). Sein Vater begann 1721 mit der Kolonisierung Grönlands und so kam Niels unter anderem mit seinem Bruder Poul (1708–1789) schon früh mit der grönländischen Kultur in Kontakt und lernte Grönländisch muttersprachlich. Deswegen wurden beide schon jung von ihrem Vater als Missionshelfer und Dolmetscher in die Missionsarbeit in Grönland einbezogen. 1731 ließ König Christian VI. die Arbeit in Grönland abbrechen, aber Hans Egede blieb mit seiner Familie dort. Niels betätigte sich als Handels- und Missionshelfer in der Kolonie Godthaab in Nuuk, der bisher einzigen Grönlands, und er versuchte so guten Handel zu betreiben, dass erwogen werden sollte, die Kolonisation wieder aufzunehmen. Trotz guter Erfolge wurde er 1732 durch den Kaufmann Jens Hiort ersetzt, woraufhin er sich mehr der Missionsarbeit seines Vaters widmete. 1734 wurde schließlich beschlossen, den Kolonialhandel offiziell wieder aufzunehmen, wobei Jacob Severin das Handelsmonopol in Grönland erhielt. Zugleich wurde die Kolonie Christianshaab in Qasigiannguit gegründet und Jens Hiort dort angestellt, woraufhin Niels Egede zum Kaufmann der Kolonie Godthaab ernannt wurde. Zu diesem Zeitpunkt grassierte gerade eine Pockenepidemie, der ein großer Teil der Bevölkerung zum Opfer gefallen war, was den Handel vor große Probleme stellte. Deswegen hatte er nur mittlere Erfolge. 1735 starb auch seine Mutter, woraufhin Niels Egede beschloss, seinem Vater mit nach Europa zu folgen.

### Rückkehr nach Europa
Am 9. August 1736 verließen ihr Schiff Grönland und am 24. September erreichten sie Kopenhagen, wo seine Mutter am 5. Oktober fast ein Jahr nach ihrem Tod auf dem Nicolai-Friedhof begraben wurde. Niels Egede bemühte sich um eine Anstellung in Kopenhagen, fand jedoch keine. Da er zudem die Arbeit in Grönland vermisste, ließ er sich erneut von Jacob Severin anstellen und reiste am 2. April 1739 nach Grönland ab. Nach einem Zwischenhalt in Hals, wo Jacob Severin seinen grönländischen Handelshafen betrieb, geriet das Schiff am Kap Farvel in einen starken Sturm, bei dem das Schiff kenterte und der Mast entzweibrach, aber es richtete sich wieder auf und alle überlebten.

### Zweite Zeit in Nuuk und Umzug nach Qasigiannguit
Am 2. Juni erreichte das Schiff Nuuk, wo er sich wieder erfolgreich dem Handel widmete. Nebenher half er aber auch der Missionsarbeit, indem er die Bevölkerung unterrichtete und als Dolmetscher für den Missionar diente. Dabei ging er mit Gewalt vor und verprügelte regelmäßig Schamanen. Am 25. Juli 1740 verließ er Nuuk, um Kaufmann in der Kolonie Christianshaab zu werden, wo er ebenfalls bei der Missionsarbeit half. 1741 gründete er die Handelsloge Jakobshavn in Ilulissat, die er nach seinem Vorgesetzten Jacob Severin benannte. 1743 veröffentlichte er den Bericht Tredie Continuation af Relationerne betreffende den Grønlandske Missions Tilstand og Beskaffenhed (Dritte Fortsetzung der Beziehungen bezüglich dem Zustand und der Beschaffenheit der grönländischen Mission). Wegen schlechter Gesundheit musste er am 13. August 1743 nach Europa zurückkehren.

### Wieder in Europa
Sein Vater versuchte 1744, ihn zum Zollbeamten in Bergen zu ernennen, aber erfolglos. Im Dezember 1744 bewarb sich Niels Egede für eine Stelle in Kristiansund, wo er für da Wiegen und die Abnahme von Handelsprodukten zuständig sein sollte. Er erhielt die Stelle im Januar 1745 und wurde obendrein noch zum Postmeister ernannt. Im September 1745 verließ er Norwegen jedoch schon wieder und erhielt eine entsprechende Stelle im dänischen Aalborg. Am 31. März 1746 heiratete er in Kopenhagen Elisabeth Eleonore Brun (1721–1785), die Tochter des Kapitäns Jørgen Frederik Brun († 1745) und seiner Frau Lovise Jantzen (1703–1736). Aus der Ehe gingen sechs Kinder hervor, von denen drei jung starben: Hans Nielsen Egede (1747–1801), Jørgen Frederik Nielsen Egede (1748–1807), Poul Nicolai Nielsen Egede (*/† 1750), Gerhard Ludvig Nielsen Egede (1752–1756), Mette Elisabeth Nielsdatter Egede (1753–1756) und Gjertrud Lovise Nielsdatter Egede (1757–1783).
In den folgenden Jahren lebte Niels Egede in Aalborg, ohne dass man viel von ihm hörte. 1754 schlug er vor, Walfang in der Diskobucht zu betreiben. Der Vorschlag stieß nicht auf allzu große Begeisterung und man teilte ihm mit, dass er sich selbst um einen solchen Versuch kümmern sollte, woraufhin die Idee vorerst wieder beiseite gelegt wurde. Die Stelle in Aalborg brachte Niels Egede offenbar nur wenig Geld ein, sodass er sich 1756 zusätzlich um eine entsprechende Anstellung in Nibe bemühte, die ihm abgelehnt wurde. 1757 kündigte er.

### Erneute Rückkehr nach Grönland
Am 25. April 1759 wurde er beauftragt eine weitere Kolonie in Grönland zu gründen, welche sich zwischen der 1756 gegründeten Kolonie Holsteinsborg in Ukiivik (Sydbay) und der 1734 gegründeten Kolonie Christianshaab befinden sollte. Am kleinen Fjord Kangiusaq gründete Niels Egede somit die Kolonie Egedesminde, benannt nach seinem Vater. Ursprünglich war als Platzierung ein Ort namens Mannuch vorgesehen, aber kein Grönländer kannte einen solchen, sodass sich Niels Egede nach einem neuen Ort umschauen musste, den er in Illuerunnerit fand. Obwohl die Stelle ursprünglich sehr vielversprechend aussah, war der Handel erfolglos und schon 1760 bat die Handelskompanie um eine Versetzung der Kolonie weiter nach Norden. 1761 wurde Niels Egede in die Kolonie Sydbay versetzt. 1762 schlug er vor, Egedesminde auf die Insel Maniitsoq zu versetzen und schließlich wurde die Kolonie 1763 in Aasiaat südlich von Maniitsoq platziert. Der Missionar der Kolonie lebte nicht in Ukiivik, sondern rund 30 km weiter südlich in Asummiut. Niels Egede hielt sich häufig bei ihm auf und 1764 wurde die Kolonie Holsteinsborg auf seinen Vorschlag in die Nähe der Missionsloge nach Sisimiut, rund 3 km südöstlich von Asummiut, versetzt. Anschließend kehrte er nach Europa zurück. Vermutlich wegen schlechter Finanzen war er jedoch bereits 1767 wieder in Grönland, diesmal gemeinsam mit seiner Familie. Er ließ nun die Missionsloge ebenfalls in die Kolonie versetzen. Nun widmete er sich dem Walfang, litt aber auch unter seinem voranschreitenden Alter. 1774 erhielt er die Medaille Pro meritis für sein Wirken. 1776 wurde sein Sohn Jørgen Frederik sein Nachfolger als Kaufmann von Holsteinsborg. Niels Egede wurde stattdessen zum Materialverwalter und Walfanginspektor ernannt. 1781 wurde er pensioniert, zog im Folgejahr nach Dänemark, wo er am 19. Juli 1782 ankam und am 31. August desselben Jahres im Alter von rund 71 Jahren starb.